# Quadrupel
Una quadrupel o quàdruple és un estil de cervesa més forta que una triple, amb 10 % o més d'alcohol per volum. A part d'això, hi ha poc acord amb les característiques que ha de complir l'estil quàdruple. L'escriptor de cervesa Tim Webb assenyala que cerveses similars són també anomenades Grand Cru a Bèlgica.
Quadrupel és el nom de marca d'una cervesa estacional de gran graduació anomenada La Trappe Quadrupel elaborada per De Koningshoeven als Països Baixos, una de les cinc abadies trapenques fora de Bèlgica (les altres són l'abadia d'Engelszell a Àustria, l'abadia de San Josep als Estats Units, Tre Fontane a Itàlia, i Zundert de l'abadia Maria Toevlucht als Països Baixos).

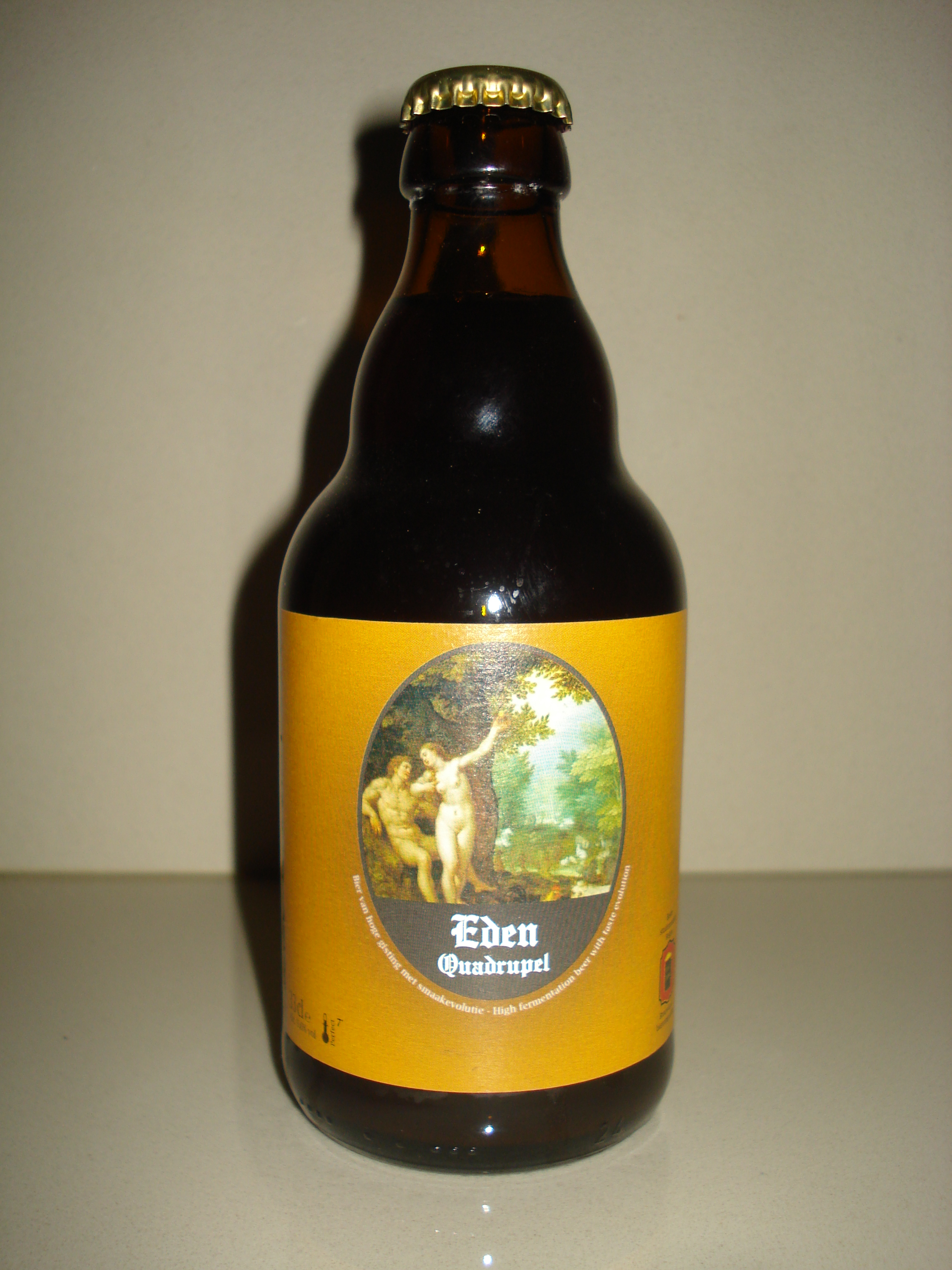
Botella de quadrupel elaborada a Austràlia.

En altres països, particularment als Estats Units, quadrupel o quad ha esdevingut una marca genèrica. El terme pot fer referència a un estil especialment fort de fosc de ale, caracteritzada per un sabor especiat i a fruita madura.